# 克莉絲汀·洛夫
克莉絲汀·洛夫（英語：Christine Love，1989年12月10日—）是加拿大独立游戏開發者兼作家。洛夫在大學期間開始創作视觉小说，先後製作了數款小型遊戲、視覺小說與文字創作，之後於2010年推出《数字化：爱情故事》而嶄露頭角。2011年，她一方面參製作義大利遊戲設計師塞爾索·里瓦（Celso Riva）的戀愛模擬遊戲《Love and Order》，另一方面發行個人作品《别当真，这不是属于你的故事》。她首個擔任主要開發者的商業專案是《模拟：仇恨故事》，於2012年2月發行。洛夫在開發過程中從英語學位退學，並自此成為全職遊戲開發者。她於2013年為該作發行資料片《Hate Plus》。2016年，她推出視覺小說《少女杀手的烦恼》。她的最新作品是2021年公路旅行角色扮演遊戲《Get in the Car, Loser!》，也是她第一部非視覺小說遊戲。

## 生平
克莉絲汀·洛夫生於1989年12月10日。她在特倫特大學求學期間踏入視覺小說創作領域。至2010年初，她做了幾款小遊戲，寫過一部長篇與數篇短篇小說（雖大多未能成功出版），並且連續三年參加全國戀愛遊戲寫作月（National Ren'ai Game Writing Month）。全國戀愛遊戲寫作月是仿效全國小說寫作月（National Novel Writing Month）的創作挑戰，參加者會在當月完成一部視覺小說。2010年2月，她開始製作並完成第4部視覺小說《数字化：爱情故事》（下稱《数字化》）。她原本以為這部免費遊戲的受眾會和過去一樣僅有數十人關注，但獲PC Gamer、Gamasutra等媒體報導和高度關注，成為她寫作生涯的轉捩點。《数字化》還在Gamasutra「2010年度最佳獨立遊戲」榜單中獲得榮譽提名。
洛夫繼《数字化》之後，接下了首個商業遊戲專案：由設計師里瓦·塞爾索（Riva Celso）開發的戀愛模擬遊戲《Love and Order》，她負責撰寫劇本並參與遊戲設計。遊戲設定在蒙特利尔的檢察官辦公室，於2011年2月發行。她雖然坦言該作並非自己的最佳作品，但這段經歷使她肯定自己能夠全職開發遊戲與視覺小說。同年3月，她創作了個人作品《别当真，这不是属于你的故事》，於2011年4月4日開放免費下載，並獲頒《每日电讯报》的2011年遊戲獎「最佳劇本」。
2011年夏，洛夫正式投入更大規模的商業遊戲開發。當時她逐漸確信，自己的遊戲不僅可在藝術表現上獲得共鳴，還有可能獲得市場青睞，而粉絲對她前作的熱烈回應更強化了此種信念。2012年2月，《模拟：仇恨故事》（下稱《模拟》）發行。她在開發過程中從大學英語系4年級退學，認為課堂知識對她而言收穫不大，且她難以兼顧學業與遊戲開發。《模拟》的故事發生在《数字化》的數百年之後。玩家扮演一名無名調查員，前往調查一艘在太空中神秘消失長達600年的星際飛船，試圖揭開它當初「斷訊」的真相。《模拟》延續了洛夫作品一貫的主題：人與電腦的互動、人際情感網絡、LGBT議題等。雖然《模拟》形似《数字化》續作，但兩作時間差距極大，在劇情上幾乎沒有銜接，因此前者更像後者的精神續作。截至2012年12月，《模拟》銷量逾4萬份，且另有發行作曲家艾薩克·尚克勒（Isaac Schankler）製作的原聲帶，以及遊戲的付費擴充內容《Hate Plus》。
除了長篇視覺小說，洛夫也嘗試用互動小說工具Twine製作小型遊戲，如《Even Cowgirls Bleed》和《Magical Maiden Madison》。2016年，她發行成人題材視覺小說《少女杀手的烦恼》，稱其為「結合社交操控與百合捆綁情節的情色作品」，並獲頒2017年独立游戏节「優秀敘事」獎項。2021年，她發行角色扮演遊戲《Get in the Car, Loser!》，獲RPGamer與Kotaku等媒體的正面評價。

## 影響與創作哲學
洛夫認為自己「首先是一名作家，然後才是遊戲設計師」，因為她原先的志向是寫小說。她曾規劃未來成為職業作家，同時靠程式設計的工作維持生活。她形容自己的遊戲主題多圍繞在人與科技的互動、人際關係的探討、嘗試用不同視角看世界等面向，且文本量很多。她追求故事的真摯與誠懇，不要求完全寫實。2013年時，她曾提到「可愛」和「真誠」是自己最看重的價值，也認為大家應該攜手讓這個世界更可愛。她對遊戲中性別與性向的呈現特別有興趣，因此在《数字化》和《模拟》中，刻意不提到或假設玩家和可操控角色的性別，即便遊戲中的戀愛對象都是女性。她在心中將這些角色視為女性，是希望能打造讓酷兒玩家（包括她自己）可以投入遊戲，不必將自己套入與自身認同不符的戀愛情節。她認為独立游戏往往能比大型遊戲公司提供「更真切、更有意義的酷兒經驗描繪」。

## 作品
- 《数字化：爱情故事（英语：Digital: A Love Story）》（2010年）
- 《Love and Order》（2011年）[9]
- 《别当真，这不是属于你的故事》（2011年）
- 《模拟：仇恨故事（英语：Analogue: A Hate Story）》（2012年）[14]
- 《Hate Plus（英语：Analogue: A Hate Story#Hate Plus）》（2013年）[32]
- 《Interstellar Selfie Station》（2014年）
- 《少女杀手的烦恼（英语：Ladykiller in a Bind）》（2016年）[33]
- 《Get in the Car, Loser!（英语：Get in the Car, Loser!）》（2021年）[26]

## 外部連結
- 官方网站 （英文）

}